# Cantonul Ploemeur
Cantonul Ploemeur este un canton din arondismentul Lorient, departamentul Morbihan, regiunea Bretania, Franța.

## Comune
- Larmor-Plage
- Ploemeur (reședință)